# Live in London (vídeo de Il Divo)
Live in London es una presentación en vídeo del concierto del grupo de crossover clásico Il Divo en el London Coliseum, de Londres el 1 de agosto de 2011, acompañados por la Orquesta Filarmónica de Londres.
Publicado el 5 de diciembre de 2011 en formato DVD o BluRay.
El concierto de 120 minutos exhibe material del álbum Wicked Game, así como algunos de sus clásicos versionados.
Live in London también cuenta con un documental detrás que sigue a Sébastien, Urs, David y Carlos durante la grabación y promoción de Wicked Game.

## Contenido
| Live in London - Concert DVD |                                            |                                                      |          |  |
| N.º                          | Título                                     | Escritor(es)                                         | Duración |  |
| 1.                           | «Te Amaré» (Come What May)                 | David Baerwald, Kevin Gilbert                        | 4:56     |  |
| 2.                           | «Dov'è L'Amore»                            | Samuel Barber                                        | 3:26     |  |
| 3.                           | «Adagio»                                   | Tomaso Albinoni                                      | 4:37     |  |
| 4.                           | «Nella Fantasia»                           | Chiara Ferrau, Ennio Morricone                       | 4:26     |  |
| 5.                           | «La Vida Sin Amor»                         | Gómez, David Kreuger, Per Magnusson                  | 3:39     |  |
| 6.                           | «Everytime i look at you»                  | Andy Hill, John Reid                                 | 3:48     |  |
| 7.                           | «Passerà»                                  | Aleandro Baldi, Giancarlo Bigazzi, Marco Falagiani   | 4:41     |  |
| 8.                           | «Senza Catene» (Unchained melody)          | Alex North, Hy Zaret                                 | 3:51     |  |
| 9.                           | «A mi manera» (My way)                     | Paul Anka, Jacques Revaux, Gilles Thibaut            | 4:28     |  |
| 10.                          | «Melanconia» (Wicked Game)                 | Chris Isaak                                          | 4:15     |  |
| 11.                          | «Si tú me amas» (If you love me)           | Andreas Romdhane, Josef Larossi, John Robinson Reid  | 4:08     |  |
| 12.                          | «Mama»                                     | Savan Kotecha, Andreas Romdhane                      | 3:18     |  |
| 13.                          | «Hallelujah»                               | Leonard Cohen                                        | 3:21     |  |
| 14.                          | «Llorando» (Crying)                        | Joe Melson, Roy Orbison                              | 3:24     |  |
| 15.                          | «Regresa a mí (Un-break my heart)»         | Diane Warren, Marco Flores                           | 4:42     |  |
| 16.                          | «Desde el día que te fuiste (Without You)» | Peter Ham, Tom Evans                                 | 3:51     |  |
| 17.                          | «Pour que tu m'aimes encore»               | Benzi, Jean-Jacques Goldman                          | 3:53     |  |
| 18.                          | «Somewhere»                                | Leonard Bernstein, Stephen Sondheim                  | 3:30     |  |
| 19.                          | «Con te partirò» (Time to Say Goodbye)     | Frank Peterson, Lucio Quarantotto, Francesco Sartori | 4:19     |  |

| Extras |                                 |          |  |
| N.º    | Título                          | Duración |  |
| 1.     | «Countdown To The Coliseum »    |          |  |
| 2.     | «At The Classic Brits »         |          |  |
| 3.     | «At The Photoshoot »            |          |  |
| 4.     | «In The Studio »                |          |  |
| 5.     | «At The Coliseum »              |          |  |
| 6.     | «Wicked Game – Track By Track » |          |  |
| 7.     | «Wicked Game – Tráiler»         |          |  |

## Personal

### Voz
- Urs Bühler
- Sébastien Izambard
- Carlos Marín
- David Miller